# Музеј Српског лекарског друштва
Музеј Српског лекарског друштва или пун назив Музеј науке и технике – Одељење Музеј Српског лекарског друштва је прва установа те врсте у Србији, која је основан 1955. године на иницијативу проф. др Владимира Станојевића, лекара и историчара медицине. Оснивањем Музеја имало је за циљ настављање традиција прикупљања и чувања медицинских предмета у Српском лекарском друштву, који датирају од 1872. године, и едукација будућих медицинских радника и шире културне и научне јавности. Тако је Музеј српске медицине Српског лекарског друштва основан на почетку друге половине 20. века постао једини медицинско-историјски музеј са мисијом приказивања развојног пута медицине у Србији у широком временском оквиру од средњег века до савременог доба.
Музеј је у свом трајању имао два активна периода (1955—1978. и 1990—2010) и период у којем је био затворен (1979—1990). Секција за историју медицине СЛД је у периоду 1955—2010. године имала континуитет у постојању. Од 2010. године Музеј Српског лекарског друштва се de facto налази у саставу Музеја науке и технике у Београду.

## Општа разматрања о Музеализација историје медицине у Србији
У 19. веку када су се на страним универзитетима, од којих су неки имали и вишевековну традицију, рађале модерне медицинске дисциплине, у Србији су тек грађени систем државне управе и образовне, здравствене и културне установе. Међутим Србија није у потпуности назадовала. Пет година након правног уређења државе на основу Четвртог хатишерифа (Турског устава, 1838/39) и организације здравствене службе, основан је „Музеум редкости”, који је био замишљен као модеран музеј у функцији стручног усавршавања лекара, научног истраживања и образовања шире јавности: Он је настао по угледу на два бечка музеја – Патолошко-анатомски и Природњачки музеј, Музеум редкости је био замишљен као модеран музеј у функцији стручног усавршавања лекара, научног истраживања и образовања шире јавности.
Међутим на том путу развоја музеја медицине, у Србији, у којој је средином 19. века радило тек двадесетак лекара, није било професионалних снага и услова за праћење нових научних праваца и развијање самосталног научног рада. Исти је разлог ограничавао и раст природњачких збирки Музеја и њихову систематизацију према модерним критеријумима. Наиме, у то време је у страним природњачким музејима концепт сабирања реткости углавном био замењен научним представљањем процеса развића и система природе.
Музеум редкости, за који су његови оснивачи Линденмајер и Бирг сматрали да „велике ползе обећава што ће не само поученију у љекарском смислу, но и развитку ума уобште служити“, имао је поједине елементе кабинета природних реткости и био је комбинација природњачког музеја и музеја у функцији медицинскох образовања.
Када је оснивано Српско лекарско друштво, као центар за стручно усавршавање лекара, колекционирање многих књига, предмета и патолошких препарата добило је своју потпуну сврху. У том циљу ради свеобухватног сагледавања феномена колекционирања у области медицине и могућности проверавања и утврђивања утицаја који су у том погледу имали културни и научни обрасци преношени из западноевропских земаља у Србију, све више је наметала потребу да се у Београду оснује Музеј српског лекарског друштва, који би објединио збирке Музеумаа редкости и Збирке препарата СЛД. Његово основање имало је за циљ да се кроз сачуване и проучене колекционирске предмета повезане са лечењем и очувањем здравља, прво оснује једна модерна музејска институција, а затим и специјализована музејска институција, која би претходила организацији академског образовања из области медицине.
До данас су детаљно истражени мотиви, историјске околности, а затим и културни, друштвени, научни и политички утицаји који су уоквирили постанак и развој медицинских збирки и Музеја Српског лекарског друштва, почев од првог музеја – Музеума редкости у Београду (1844), преко збирки и музеја који су потом настајали као израз различитих потреба као што су медицинско образовање, здравствено просвећивање народа и чување и представљање националне културне и научне баштине из области медицине, и представљени у бројним студијама.
Захваљујући једној великој плејади личности а посебно проф. др Владимиру Станојевићу, лекару и историчара медицине, чијом иницијативом и залагањем је основана 1955. године прва установа те врсте у Србији, у наредним година и деценија, остваривало су своје послање медицински музеји и збирке у Србији.
| „ | У погледу времена и мотива оснивања, као и намене, постоји значајан степен корелације између медицинских збирки и музеја у западном свету и ових који су настајали у Србији од средине 19. века. У њима посебна пажња је посвећена проучавању историографије историје медицине у Србији, као и утврђивању утицаја који је приступ изучавању историје медицине, у смислу дефинисања истраживачких тема, имао на процесе музеализације историје медицине. Ови проблеми, који до сада нису привлачили пажњу истраживача, испитивани су на примеру Музеја српске медицине Српског нлекарског друштва који је током друге половине 20. века био једини медицинско- историјски музеј са мисијом приказивања развојног пута медицине у Србији у широком временском оквиру од средњег века до савременог доба. | ” |

## Периоди у раду музеја
У току своје историје, Музеј српске медицине СЛД имао је три периода рада и један дванаестогодишњи период, између првог и другог периода, у току којег је музеј био затворен.

### Први период (1955—1978)
Обухватао је време од оснивања Музеја до 1978. године. Музеј и његова прва поставка тада се налазила у „Лекарском дому” СЛД, на Зеленом Венцу у Београду, а била је под управом др Владимира Станојевића, који је музејском раду посвети све своје слободно време, бавећи се њим "као хобијем".
Рад Музеја, у првом периоду, претежно се ограничавао на издавање архивске грађе истраживачима и на сакуппљање и излагање предмета. Сталне музејске поставке, и поред повремених допуна, није се мењала током година, јер су њени креатор сматрали „да је једном формирана стална поставка главна и трајна привлачна снага Музеја. У овом облиу и начину рада Музеј је првом периоду његовог постојања рада превасходно био „институција у служби сопственог садржаја“, „место сусрета и састанака чланова Секције за историју медицине и фармације, и место за истраживање архивских докумената и рукописа.” 
| „ | Управо зато, он је пре имао форму клуба научника него што је био музејска институција за развијеном стручном делатношћу. | ” |

### Престанак рада музеја (1978—1990)
Након Станојевићеве смрти, 1978. године, Музеј је затворен. Како је Музеј почетком осамдесетих година његовим затварањем изгубио своју намену, његова просторија коришћена је у друге сврхе – за пробе Секције за уметност, за одржавање коктела појединих Секција и као магацин за непотребне ствари. Секција за историју медицине покушавала је у више наврата да стане на пут таквим појавама и да обнови рад Музеја.

### Други период (1990—2007/10)
Други период у развоју музеја одвијао се под снажним утицајем; са једне стране светског тренда мењања концепције рада музеј медицине у 20. веку, а са друге стране под утицајем распада југословенске државе, грађанског рата, финансијске кризе и међународне изолације Србије и Научна друштва историчара медицине, и југословенско и српско, престала су са радом, а такође и Секција за историју медицине СЛД и на крају под утицајем пресељења Српско лекарско друштво и Музеја у зграду Прве варошке болнице..
Музејски рад је у последњој деценији 20. века почивао је само на једном човеку, др Павловићу, који је у складу са околностима и својим могућностима улагао труд да унапреди Музеј, „који је под његовим руководством, тек тада добио карактеристике традиционалног музеја, односно музеја другог таласа, што се огледа у пажњи која је у далеко већој мери него раније била посвећена музејским предметима, затим у отварању музеја према широј јавности и у чешће организованим програмским активностима.”
А реорганизација Музеја је почело тао што је Научно друштво Србије ангажовало стручна особе за послове израде концепције и реализације нове сталне поставке Музеја на челу са Ранком Баришићем, тада у звању вишег кустоса Етнографског музеја у Београду, који је био члан Научног друштва. Уз његову стручну помоћ, др Будимир Павловић,, 1990. године, приредио је другу сталну поставку Музеја од његовог оснивања, под називом Темељи медицине у Срба, која је овога пута била смештена у простору левог крила приземља, некадашње зграде Прве варошке болнице, на око 340 квадратних метара.
У периоду у којем је др Павловић руководио Музејом (1990—2010) значајно је увећан музејски фонд (медицинским инструментима, апаратима и уређајима, архивским документима и медицинским публикацијама), највише захваљујући дародавцима члановима СЛД, њихових породица и здравствених установа.
Реорганизација Музеја
Након оснивања Заједници научно-техничких музеја Србије, у њен састав 1991. године, улази и Музеј српске медицине СЛД. Заједница је формирана као стручно тело које окупља научне и техничке музеје у Србији са задацима сарадње на пословима прикупљања експоната и документације, организовања централног регистра збирки у поседу чланова Заједнице; организовања заједничког представљања у циљу популаризације одређених тема из области науке и технике и др.

### Трећи период (од 2007/10)
На предлог Музеја науке и технике Српском лекарском друштву „да у циљу заштите културног наслеђа које чини фонд Музеја српске медицине СЛД, Музеј науке и технике преузме старање о музејском фонду”, Председништво СЛД је 4. маја 2007. године прихватило предлог и донело одлуку о интегрисању Музеја српске медицине СЛД у Музеј науке и технике.
Као посебне организационе јединице Музеј науке и технике Музеја српске медицине СЛД је постао 30. октобра 2007. године.
Након стручно-научне обраде предмета, музеј је почео да ради под називом Музеја науке и технике – Одељење Музеј Српског лекарског друштва, Након пет година од уласка у састав Музеја науке и технике, пописана је сва музејска имовима и Формирана је нова стална поставка Медицина у Србији кроз векове, аутора др Јелене Јовановић Симић, која је отворена у згради Прве варошке болнице 27. марта 2012. године. Поред др Јелена
Јовановић Симић, аутор изложбе; у тиму за израду ове поставке били су ангажовани и Зоран Ђорђевић, академски дизајнер и аутор поставке и Зоран Левић, кустос-конзерватор.

## Положај и размештај
Музеј је смештен у згради Српског лекарског друштва, у улици Џорџа Вашингтона 19, некадашњој Првој варошкој болници. Зграда има статус споменика културе од великог значаја и поред музеја она је данас и седиште Српског лекарског друштва.
Зграда је изграђена 1. маја 1868. године на земљишту које су поклонили кнез Михајло и Илија Милосављевић Коларац, док су новчане прилоге за њену изградњу дали су многи грађани. Изграђена је сазидана по пројекту Јована Френцла, у еклектичком стилу са елементима романичке и готичке архитектуре и архитектуре ренесансе. Приликом изградње аутори пројета примењенили су модерна техничка решења вентилације, грејања болесничких соба и снабдевања хладном и топлом водом. У њој је свечано отворена Болнице вароши и округа Београда, апрви управник био је др Јован Валента. 
У згради су једно време биле смештене Општа државна болница, а касније и Клиника за очне болести. У њој су лечили и оперисали доајени српске медицине др Владан Ђорђевић, др Лаза Лазаревић, др Војислав Суботић, др Ђорђе Нешић... Ту су се школовале генерације лекара....
На овој локацији Музеј је свечано отворен 27. марта 2012. године, као нова стална поставка Музеја науке и технике – Одељење Музеј Српског лекарског друштва.

## Аутори поставке
Аутор изложбе под називом „Медицина у Србији кроз векове” је др Јелена Јовановић-Симић, а аутор поставке Зоран Ђорђевић, академски сликар.

## Опис музејске поставке
Тренутна изложбена поставка „Медицина у Србији кроз векове” хронолошки је приказ развоја медицине на тлу Србије од периода касног палеолита до данашњих дана. 
Медицина у на тлу Србије пре досељавања Срба
Предметима из збирки Палеопатологија и Римски медицински инструменти, сведоче о постојању болести али и начинима лечења људи. Артефактима из овог периодаа представљена су прва насељавања Срба. Најстарији експонат на изложби, лакатна кост Кромањонца са санираним преломом, датираа од пре више од 7.000 година.
Посебно место у овој збирци имају Палеопатолошка колекција (поклон професора Србољуба Живановића) и Збирка римских хируршких и козметичких средстава (поклон породице познатог српског хирурга, професора Исидора Папа).
Средњовековна медицина
Средњовековна медицина на простору Србије представљена је артефактима који илуструју лечење у периоду средњег века, од првих манастирских болница које је установио Свети Сава, уз приказе традиционалних начина лечења.
Медицина у обновљеној Србији
Документима, фотографијама, медицинским инструментима, апаратима и прибором приказан је развојни пут здравства и медицине у обновљеној Србији, након ослобошења од Османлија. Овај део музејске поставке обухвата формирање лекарског кадра и долазак у Србију првих српских школованих доктора медицине, као и оснивање првих здравствених установа – болница, карантина, апотека,... 
Српско лекарско друштво
Посебно је истакнут значај Српског лекарског друштва,  које је до оснивања првог медицинског факултета било једино место стручног усавршавања лекара у Србији, а његов рад је представљен првим медицинским публикацијама, фотографијама, докторским дипломама и личним предметима чланова. 
Велика медицинска открића, медицински апарати и опрема
Изложбом су обухваћена велика медицинска открића 19. века – анестезија, антисепса и асепса, рендгенски зраци и њихово увођење у медицинску праксу у Србији. Посебно место на изложби имају инструменти и апарати који су се некада користили а данас се више не користе (бризгалица за директну трансфузију крви, апарат за вештачки пнеумоторакс, инструменти за ембриотомију), али и оригинални инструменти израђени по идејама српских лекара.
У овој збирци посебно место имају велики електромагнет за уклањање магнетних страних тела из ока (изграђен према идеји професора Ђорђе Нешић, доајен српске офталмологије); стоматолошка ординација од краја 19. века; рендген апарат (прва два рендген апарата стигли су у Србију 1899. и били су инсталирани један у Београду, у кабинету проф. др Ђорђа Станојевића у Великој школи, а други у Шапцу, у ординацији др Аврама Винавера). Посебно је важан и инструмент за ембриотрансфер – аспиратор бластоцисте, патент др Петра Радовића, који је први у свету дошао на идеју трансплантације људског ембриона. У поставци су и патенти проф. Митковића и проф. Башчаревића (фиксатори за дуге кости), као и предмети које је користио у свом раду академик Сава Перовић.
Здравствено просвећивање и школовање кадрова
О здравственом просвећивању и развоју установа превентивне медицине, оснивању београдског Медицинског факултета и Министарства здравља, који су обележили прве деценије 20. века, сведоче публикације, документа, скрипта с предавањима, медицински уређаји и апарати лекара и првих професора овог факултета – Милана Јовановића Батута, Ника Миљанића, Александра Костића, Ђорђа Нешића,...
Посебно место у овој збирци имају дипломе српских доктора медицине из 19. века, први медицински уџбеници објављени на српском у 18. и 19. веку  и лични предмети српских лекара.
Војносанитетска служба и њен рад током ратова у 19. и 20. веку
У оквиру посебне целине приказани су развој војносанитетске службе и њен рад током ратова у 19. и 20. веку.
- Део експоната из Музејске колекције
- Тестера за отварање кичменог стуба која је коришћена у обдукцијама лешева (око 1900)
- Неке од књига Јована Стејића, првог српског лекара
- Први судскомедицински препарат кичменог стуба (1898)
- Оснивачи Српског лекарског друштва
- Униформа медицинске сестре из Првог светског рата
- Сушење лековитог биља
- Различити лекарски инструменти
- Први уређаји за анестезију
- Плакета Петру Боснићу за заслуге у развоју
- Прва и последња доза Пеницилина произведена у Галеници
- Спољни фиксатор у ортопедији, светски признат проналазак нишког ортопеда Милорада Митковића

## Радно време
Музеј је отворен за посетиоце сваког дана, осим понедељка, од 10:00 до 20:00 часова.